# Autódromo Eduardo Prudêncio Cabrera
Das Autódromo Eduardo Prudêncio Cabrera ist eine Motorsport-Rennstrecke in Uruguay. Sie liegt im Norden des Landes etwa 7 km nordwestlich des Stadtzentrums der Grenzstadt Rivera entfernt an der brasilianischen Grenze und wird daher sowohl von brasilianischen als auch uruguayischen Rennserien genutzt.

## Geschichte
Die Strecke wurde 1951 als 1,242 km langer, im Uhrzeigersinn befahrener Clubkurs von einem lokalen Automobilclub gebaut. 1961 erfolgte eine Verlängerung der Strecke auf 2,329 km. Mangelnde Wartung der Anlage führte Ende der 1990er Jahre zu einer Einstellung des Rennbetriebes. 2013 wurde die Strecke nach umfangreichen Sanierungsmaßnahmen und einer erneuten Streckenverlängerung auf 3,08 km wiedereröffnet. Sie wird seitdem entgegen dem Uhrzeigersinn befahren.

## Veranstaltungen
- TCR South America
- Formula Truck
- Superturismo Uruguay
- Campeonato Sul Brasileiro de Motovelocidade